# Barbara Frischmuth
Barbara Frischmuth (Altaussee, 5 luglio 1941 – Altaussee, 30 marzo 2025) è stata una scrittrice, traduttrice e drammaturga austriaca.

## Biografia
Barbara Frischmuth è nata ad Altaussee, figlia dell'albergatore Anton Frischmuth, morto in Russia nel 1943 nella seconda guerra mondiale, e di sua moglie Maria. Dopo la morte del marito, la vedova continuò a gestire l'hotel fino al 1956 e poi si risposò. 
Barbara trascorse la sua infanzia ad Altaussee, frequentò le scuole superiori di Gmunden e Bad Aussee e successivamente si trasferì al liceo Pestalozzi di Graz, dove si laureò. Dall'autunno 1959, Frischmuth studiò turco, inglese e poi ungherese all'università Karl Franzens presso il Dolmetsch Institute. Una borsa di studio la portò all'Università Ataturk di Erzurum nel 1960/61  Nel 1964 Frischmuth si trasferì a Vienna, dove iniziò ad occuparsi di Turkology, Iranian Studies e Islamic Studies. 
Nell'autunno del 1966 abbandonò il college diventando una scrittrice e traduttrice a tempo pieno. Ha pubblicato poesie mentre era ancora uno studente e nel 1962 divenne membro (e in seguito anche esponente di spicco) del Gruppo di Graz. Si è imposta immediatamente all'attenzione grazie al romanzo d'esordio Il collegio delle suore ("Die Klosterschule", 1968). Tematica ricorrente dei suoi romanzi è la ricerca di indipendenza e auto-realizzazione femminile. Nella sua intensa produzione letteraria trovano spazio romanzi, novelle, sceneggiature, drammi teatrali e radiofonici, traduzioni di drammi e di romanzi dalla lingua ungherese.
Numerosi soggiorni all'estero l'hanno portata in Turchia, Ungheria, Egitto, Inghilterra, Cina, Giappone e Stati Uniti, dove ha tenuto lezioni all'Oberlin College in Ohio e alla Washington University di St. Louis.